# Баштановка (Одесская область)
Башта́новка (укр. Баштанівка, до 1947 — Бакчалия) — село, относится к Татарбунарскому району Одесской области Украины.
Население по переписи 2001 года составляло 932 человека. Почтовый индекс — 68111. Телефонный код — 4844. Занимает площадь 1,53 км². Код КОАТУУ — 5125080501.

## История
В 1945 г. Указом ПВС УССР село Бакчалия переименовано в Баштановку.

## Местный совет
68111, Одесская обл., Татарбунарский р-н, с. Баштановка, ул. Котовского, 33а